# Acanthopsilus
Acanthopsilus é um género de vespas pertencentes à família Diapriidae.
Espécies:
- Acanthopsilus marshalli (Kieffer, 1907)
- Acanthopsilus zangherii Szabo, 1959